# توشيكي تويا
توشيكي تويا (باليابانية: 東家 聡樹) (مواليد 20 أبريل 1997) هو لاعب كرة قدم ياباني.

## وصلات خارجية
- توشيكي تويا على موقع رابطة كرة القدم اليابانية للمحترفين (اليابانية)
- توشيكي تويا على موقع قاعدة بيانات كرة القدم.إي يو (الإنجليزية)
- توشيكي تويا على موقع Soccerway.com (الإنجليزية)
- توشيكي تويا على موقع عالم كرة القدم.نت (الإنجليزية)